# Eimeria clini
Eimeria clini is een soort in de taxonomische indeling van de Myzozoa, een stam van microscopische parasitaire dieren. Het organisme komt uit het geslacht Eimeria en behoort tot de familie Eimeriidae. Eimeria clini werd in 1932 ontdekt door Fantham.